# Neis
Neis (in greco antico: Νῆις?) è un personaggio della mitologia greca. Fu un principe di Tebe.

## Genealogia
Figlio di Zeto e di Aedona e fratello di Itlio.

## Mitologia
Pausania scrive che ad una delle porte della città di Tebe fosse stato dato il suo nome. Le mura della città furono costruite dal padre e dallo zio Anfione.